# Groene pronkloper
De groene pronkloper of mosloper (Lebia chlorocephala) is een keversoort uit de familie van de loopkevers (Carabidae). De wetenschappelijke naam van de soort werd in 1803 gepubliceerd door Johann J. Hoffmann. Het ondergeslacht Lamprias waarin deze soort wordt geplaatst, wordt door sommige auteurs ook wel als zelfstandig geslacht opgevat.